# Gabriel Couderc
Pour les articles homonymes, voir Couderc.
Gabriel Émile Antoine Couderc est un artiste-peintre né à Sète le 26 décembre 1905 et mort le 25 septembre 1994 à Sète. 

## Biographie
Aux beaux-arts de Montpellier, ses camarades d’atelier étaient Suzanne Ballivet, Renée Altier, Camille Descossy, Georges Dezeuze, Albert Dubout, Germaine Richier entre autres. Il fut aussi élève de l'École des Arts Décoratifs à Paris. 
Cofondateur de l'école dite de Sète, avec notamment André Blondel et François Desnoyer, il est encore le curateur du musée Paul-Valéry de Sète où il est représenté. Certaines de ses œuvres sont présentes aussi au musée Fabre à Montpellier et à la Tate Britain de Londres. Certaines toiles représentent des paysages de Colombières-sur-Orb où il possédait une maison dans le hameau du Théron.
En 1927-1928, il expose des paysages et des portraits au Salon des indépendants.